# 1973 Голяма награда на Италия
1973 Голяма награда на Италия е 24-то за Голямата награда на Италия и тринадесети кръг от сезон 1973 във Формула 1, провежда се на 9 септември 1973 година на пистата Монца близо до град Монца, Италия.

## Репортаж
След неочакваното появяване в предишния кръг в Австрия, отборът на Ферари се появи на Монца с Артуро Мерцарио и Джаки Икс (който е нает отново, но за едно състезание). Дейвид Пърли се върна в колоната под логото на Лек, на мястото на Жан-Пиер Жарие в Марч. Текно планират да участват с двама пилоти за това състезание. Редом до Крис Еймън трябваше да бъде Виторио Брамбила, по-младия брат на Ернесто Брамбила, зад волана на миналогодишния болид, но накрая отбора реши да не рискуват и заложи да участват само с Еймън. Инсайн обаче се завъръщат с модифицирания N173, чийто проблеми със задното окачване са оправени навреме.

### Квалификация
Рони Петерсон отново е най-бърз в квалификациите с около половин секунда по-бърз от втория Питър Ревсън. Дени Хълм се нареди трети пред Емерсон Фитипалди, чийто шансове за титлата са малки, имайки предвид отпадането му в предишния кръг. Карлос Паче продължи с великолепната си форма, записвайки пети резултат пред Джеки Стюарт (чийто Тирел не е удобен на трасета с дълги прави), Мерцарио, Майк Хейлууд, Ролф Щомелен и Карлос Ройтеман. Ники Лауда, който се възстанови напълно от контузията в китката зае 15-а позиция със своя БРМ. Джеймс Хънт не записва време, след като се удря в един от шиканите, повреждайки „Марч“-а. Тимът на Хескет реши да се върнат в Англия, за да бъдат готови за Северно-Американските състезания, вместо да я деформират още повече в Монца.

### Състезание
Макар слабата форма на Ферари, трасето е посетено от хиляди зрители. Така както е през миналогодишното издание, шиканът е пропуснат за първата обиколка. Това даде шанс на Петерсон да запази позицията си на старта от съотборника си Фитипалди и двата Макларън-а. Двата Съртис-а не се представят добре като Паче е изпреварен, след лош старт, а Хейлууд смени грешната предавка. Стюарт се озова зад Макларън-ите преди да изпревари Ревсън за четвърто място. Състезанието на Мерцарио завърши след втората обиколка, след като повреди предното дясно окачване от удара в първия шикан.
Междувременно Лотус-ите се откъсват от Хълм, който се бори със Стюарт. Шотландецът обаче спука гума в осмата обиколка, която го свлече до 19-а позиция. Хълм също има проблеми, този път с предните спирачки на първия шикан. Новозеландецът е близо да изхвърли Ревсън от състезанието, но като по-чудо и двамата се отървават без инцидент. Това е достатъчно преднината на Лотус-ите да се увеличи до над десет секунди пред третия Ревсън, докато Хълм загуби две обиколки по поправянето на предните спирачки.
Щомелен също загуби време в бокса, след като влезе в бокса за да бъде оправен запалимата свещ, докато Уилсън Фитипалди отпада с теч в маслото, което заля спирачните дискове на неговия Брабам. Майк Бютлър се движи в топ 10, преди и той да спре в бокса със спукана гума, докато Пърли загуби време в опита си да изпревари Ембаси-Шадоу-а на Греъм Хил. Хоудън Гънли загуби 12-а си позиция, след като задното му крило почти се откачи от болида, а Гейс ван Ленеп и Рики фон Опел отпадат с прегрели двигатели.
След 20 обиколки Петерсон продължава да води с малко пред Фитипалди, преди да се оформи разлика от 14 секунди пред преследвачите Ревсън и Франсоа Север с Ройтеман на пета позиция. След слабия старт, Хейлууд изпревари Ферари-то на Икс за шеста позиция в 37-ата обиколка, но за съотборника му Паче това е края на надпреварата след като едната му гума се разкъса, повреждайки и окачването. Стюарт се изкачи до осмото място, намирайки се зад Икс с главна цел, а то е да вземе достатъчно точки, за да си гарантира титлата при пилотите. БРМ отново имат проблеми като Жан-Пиер Белтоаз и Лауда спряха в бокса за проверка по техните болиди, а Клей Регацони отпада след като двигателя му изгасна. Австриецът се върна на трасето, преди да катастрофира на завоя Параболика, но без сериозни последствия.
В 33-та обиколка Стюарт мина пред Икс за седма позиция, преди да мине с още една позиция, изпреварвайки Хейлууд в 37-ата обиколка. Няколко обиколки по-късно шотландеца изсмука зад себе си и Брабам-а на Ройтеман, но евентуална победа за Фитипалди може да забави коронясването на Стюарт като световен шампион. Следващият за изпреварване отстрана на Стюарт е Север, който се отдръпна от приидващия се Тирел без да се съпротивлява.
Но за Стюарт той няма достатъчно обиколки да настигне Ревсън, докато Лотус-ите наближават финалната права. В един странен момент, най-вече за Петерсон, Колин Чапман излезе на трасето, но за да хвърли шапката си във въздуха, и да сигнализира двойната победа за Лотус и трета за Рони в неговата кариера (болидите на Лотус са с уголемени въздушни кутии още от Австрия насам). Ревсън завърши на четири секунди от Стюарт, който си гарантира световната титла с оставащи два кръга от сезона, но двойната победа на Лотус съвсем не гарантира тази при отборите за Тирел. Север завърши пети пред Ройтеман, който взе последната точка, докато Хейлууд финишира близо до зоната на седма позиция. Икс завърши на разочороващата осма позиция пред Пърли, който успя да изпревари Джордж Фолмър за девета позиция. Джаки Оливър, Щомелен, Белтоаз, Хил, Хълм и Гънли също завършват състезанието, но за пилота на Исо Марлборо той е на 11 обиколки зад победителя, след непрекъснатите проблеми.

## Класиране
| Поз | No | Пилот             | Конструктор      | Оби. | Време/Отпадане      | Място | Точки |
| --- | -- | ----------------- | ---------------- | ---- | ------------------- | ----- | ----- |
| 1   | 2  | Рони Петерсон     | Лотус-Форд       | 55   | 1:29:17.0           | 1     | 9     |
| 2   | 1  | Емерсон Фитипалди | Лотус-Форд       | 55   | + 0.8               | 4     | 6     |
| 3   | 8  | Питър Ревсън      | Макларън-Форд    | 55   | + 28.8              | 2     | 4     |
| 4   | 5  | Джеки Стюарт      | Тирел-Форд       | 55   | + 33.2              | 6     | 3     |
| 5   | 6  | Франсоа Север     | Тирел-Форд       | 55   | + 46.2              | 11    | 2     |
| 6   | 10 | Карлос Ройтеман   | Брабам-Форд      | 55   | + 59.8              | 10    | 1     |
| 7   | 23 | Майк Хейлууд      | Съртис-Форд      | 55   | + 1:28.7            | 8     |       |
| 8   | 3  | Джеки Икс         | Ферари           | 54   | + 1 Об.             | 14    |       |
| 9   | 29 | Дейвид Пърли      | Марч-Форд        | 54   | + 1 Об.             | 24    |       |
| 10  | 16 | Джордж Фолмър     | Шадоу-Форд       | 54   | + 1 Об.             | 21    |       |
| 11  | 17 | Джаки Оливър      | Шадоу-Форд       | 54   | + 1 Об.             | 19    |       |
| 12  | 9  | Ролф Щомелен      | Брабам-Форд      | 54   | + 1 Об.             | 9     |       |
| 13  | 20 | Жан-Пиер Белтоаз  | БРМ              | 54   | + 1 Об.             | 13    |       |
| 14  | 12 | Греъм Хил         | Шадоу-Форд       | 54   | + 1 Об.             | 22    |       |
| 15  | 7  | Дени Хълм         | Макларън-Форд    | 53   | + 2 Об.             | 3     |       |
| НКл | 25 | Хоудън Гънли      | Исо Малборо-Форд | 44   | Не е класиран       | 20    |       |
| Отп | 15 | Майк Бютлър       | Марч-Форд        | 34   | Ск.кутия            | 12    |       |
| Отп | 21 | Ники Лауда        | БРМ              | 33   | Инцидент            | 15    |       |
| Отп | 19 | Клей Регацони     | БРМ              | 30   | Запалване           | 18    |       |
| Отп | 24 | Карлос Паче       | Съртис-Форд      | 17   | Гума                | 5     |       |
| Отп | 26 | Гейс ван Ленеп    | Исо Малборо-Форд | 14   | Прегряване          | 23    |       |
| Отп | 28 | Рики фон Опел     | Инсайн-Форд      | 10   | Прегряване          | 17    |       |
| Отп | 11 | Уилсън Фитипалди  | Брабам-Форд      | 6    | Спирачки            | 16    |       |
| Отп | 4  | Артуро Мерцарио   | Ферари           | 2    | Окачване            | 7     |       |
| НСт | 27 | Джеймс Хънт       | Марч-Форд        |      | Инцидент-тренировка |       |       |

## Класиране след състезанието
| Поз | Пилот             | Точки |
| --- | ----------------- | ----- |
| 1   | Джеки Стюарт      | 69    |
| 2   | Емерсон Фитипалди | 48    |
| 3   | Франсоа Север     | 47    |
| 4   | Рони Петерсон     | 43    |
| 5   | Питър Ревсън      | 27    |
| 6   | Дени Хълм         | 23    |
| 7   | Джаки Икс         | 12    |
| 8   | Карлос Ройтеман   | 12    |

| Поз | Конструктор   | Точки   |
| --- | ------------- | ------- |
| 1   | Тирел-Форд    | 80 (84) |
| 2   | Лотус-Форд    | 77 (81) |
| 3   | Макларън-Форд | 46      |
| 4   | Брабам-Форд   | 18      |
| 5   | Ферари        | 12      |
| 6   | БРМ           | 9       |
| 7   | Марч-Форд     | 8       |
| 8   | Съртис-Форд   | 7       |